# 프로이센 왕국
프로이센 왕국(독일어: Königreich Preußen 쾨니히라이히 프로이센[*]), 통칭 프로이센은 호엔촐레른 가가 지배했던 독일 북부 지역에 위치한 왕국으로, 1701년 1월 18일부터 1918년 11월 9일까지 존재했다. 이 왕국은 1701년에 성립해 1918년까지 존속했던 독일 제국의 중심적 역할을 한 국가였다.

## 역사

### 배경과 수립
호엔촐레른가는 1518년에 브란덴부르크 변경백국의 통치자가 되었다. 1529년, 호엔촐레른가는 그림니츠 조약을 통해 포메라니아 공국에 대한 일련의 분쟁 이후 계승권을 확보했으며, 베스트팔렌 조약 이후 슈테틴 조약 (1653년)을 통해 그 동부 지역을 획득했다.
1618년, 브란덴부르크 선제후들은 1511년부터 호엔촐레른 가문의 어린 분가에 의해 통치되었던 프로이센 공국도 상속받았다. 1525년, 알브레히트 폰 프로이센 공작은 튜턴 기사단의 마지막 대수도원장이었으며, 그의 영토를 세속화하여 공국으로 전환했다. 이 공국은 "브란덴부르크-프로이센"으로 알려진 동군연합 형태로 브란덴부르크와 함께 통치되었다. 브란덴부르크가 여전히 법적으로 신성 로마 제국의 일부였고 프로이센 공국이 폴란드 왕국 왕관령의 봉읍이었기 때문에 완전한 통합은 불가능했다. 튜턴 기사단은 1466년부터 폴란드에 충성 서약을 해왔으며, 호엔촐레른 가문도 프로이센 공국을 세속화한 후에도 계속해서 충성 서약을 지켰다.
제2차 북방 전쟁 중, 라비아우 조약과 브롬베르크-베흘라우 조약은 1657년 9월까지 호엔촐레른 가문에게 프로이센 공국에 대한 완전한 주권을 부여했다.
스페인 왕위 계승 전쟁에서 프랑스에 대항하는 동맹에 대한 대가로, 대선제후의 아들인 프리드리히 3세는 1700년 11월 16일 왕관 조약에서 프로이센을 왕국으로 승격시키는 것을 허락받았다. 프리드리히는 1701년 1월 18일에 자신을 "프로이센 국왕"인 프리드리히 1세로 선포했다. 법적으로 보헤미아 왕국과 이탈리아를 제외하고는 신성 로마 제국 내에 왕국이 존재할 수 없었다. 그러나 프리드리히는 프로이센이 신성 로마 제국의 일부가 아니었고 호엔촐레른 가문이 그곳에서 완전한 주권을 가지고 있었으므로, 프로이센을 왕국으로 승격시킬 수 있다고 주장했다. 임박한 스페인 왕위 계승 전쟁에서 프리드리히의 지지를 확보하려던 레오폴트 1세 (신성 로마 황제)는 이에 동의했다.

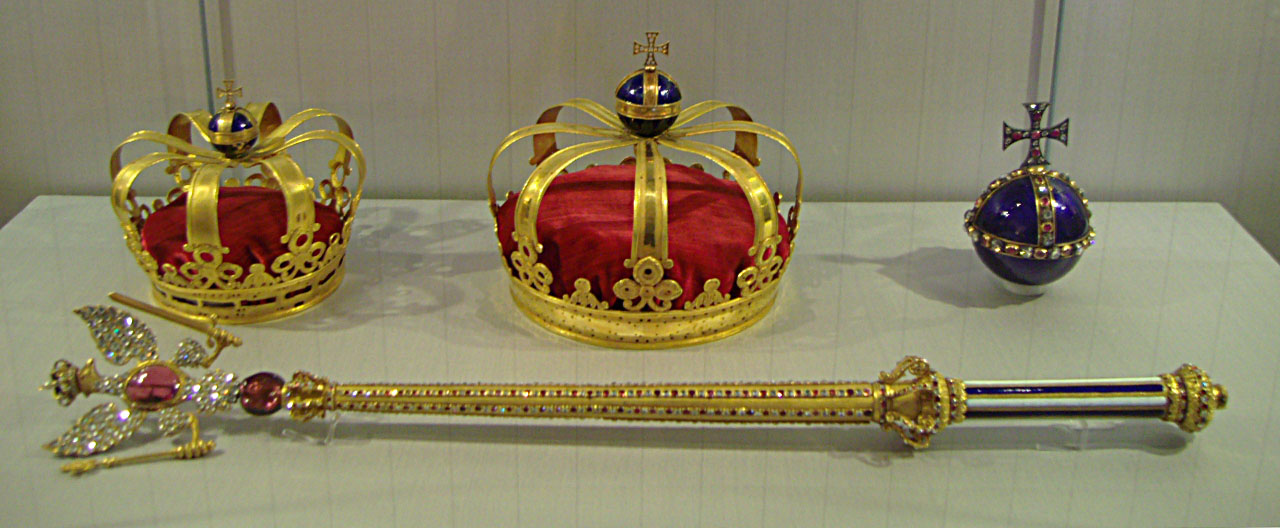
프로이센 왕관 보석, 베를린 샤를로텐부르크 궁전

"프로이센 국왕"이라는 칭호는 호엔촐레른 가문이 법적으로는 그들의 옛 공국에서만 왕이었다는 법적간주를 인정하기 위해 채택되었다. 브란덴부르크와 제국 내에 있던 그들의 영지에서는 여전히 법적으로 황제의 종주권 하에 있는 선제후에 불과했다. 그러나 이 시기에는 황제의 권위가 명목상에 불과했다. 제국의 여러 영토의 통치자들은 주권국의 통치자로서 행동했으며, 황제의 종주권은 형식적으로만 인정했다. 또한, 공국은 프로이센 지역의 동쪽 대부분에 불과했다. 가장 서쪽의 일부는 왕령 프로이센의 비스와강 동쪽에 있는 지역을 구성했으며, 폴란드 국왕이 프로이센 국왕이라는 칭호와 함께 소유했다. 브란덴부르크와 프로이센 간의 동군연합은 법적으로 1806년 제국이 해체될 때까지 계속되었지만, 1701년부터 브란덴부르크는 사실상 왕국의 일부로 취급되었다. 호엔촐레른 가문은 제국에 속한 영지의 일부에서 명목상 황제의 신하로 남아 있었기 때문에, 제국이 해체될 때까지 브란덴부르크 선제후라는 추가 칭호를 계속 사용했다. "프로이센 국왕"이라는 칭호는 1772년 제1차 폴란드 분할에서 왕령 프로이센을 획득한 후에야 채택되었다.

### 1701년–1721년: 페스트와 대북방 전쟁
프로이센 왕국은 여전히 30년 전쟁의 황폐화에서 회복 중이었고 천연자원이 부족했다. 영토는 단절되어 있었는데, 발트해 남동부 해안의 프로이센 공국 영토에서 호엔촐레른 가문의 심장부인 브란덴부르크 변경백국까지 1,200 km (750 mi) 뻗어 있었고, 라인란트에는 클레베스 공국, 마르크 백작령, 라벤스베르크 백작령의 월경지가 있었다. 1708년 동프로이센 인구의 약 3분의 1이 대북방전쟁과 페스트로 사망했다. 가래톳페스트는 1710년 8월 프렌츨라우에 도달했지만, 수도 베를린 (불과 80 km (50 mi) 떨어져 있었다)에 도달하기 전에 물러났다.
대북방 전쟁은 프로이센 왕국이 참여한 첫 번째 주요 분쟁이었다. 1700년에 시작된 이 전쟁은 차르 러시아가 주도하는 연합군이 당시 북유럽의 지배적인 세력이었던 스웨덴 제국에 맞서 싸운 전쟁이었다. 왕세자 프리드리히 빌헬름은 1705년에 프로이센을 전쟁에 참여시키려고 노력하며 "프로이센이 자체 군대를 가지고 자체적으로 결정하는 것이 최선이다"라고 말했다. 그러나 그의 견해는 아버지에게 받아들여지지 않았고, 1713년에야 프리드리히 빌헬름이 왕위에 올랐다. 따라서 1715년, 프리드리히 빌헬름이 이끄는 프로이센은 여러 가지 이유로 연합군에 합류했다. 여기에는 후방과 바다 양쪽에서 공격받을 위험, 포메라니아에 대한 주장, 그리고 만약 프로이센이 방관하고 스웨덴이 패배하면 영토를 분할받지 못할 것이라는 사실 등이 포함되었다. 프로이센은 뤼겐섬의 슈트레소 전투에서 단 한 번의 전투에만 참여했는데, 이는 1709년 폴타바 전투에서 이미 전쟁의 실질적인 승패가 결정되었기 때문이다. 스톡홀름 조약 (대북방 전쟁)에서 프로이센은 오데르강 동쪽의 스웨덴 포메라니아 전체를 획득했다. 그러나 스웨덴은 1815년까지 포메라니아의 일부를 유지했다. 대북방 전쟁은 스웨덴 제국의 종말을 알렸을 뿐만 아니라, 쇠퇴하는 폴란드-리투아니아를 희생시키면서 프로이센과 러시아를 유럽의 새로운 강대국으로 부상시켰다.
대선제후는 토지 귀족인 융커들을 왕국의 관료제와 군대에 편입시켜 프로이센군과 의무 교육에 대한 기득권을 부여했다. 프리드리히 빌헬름 1세는 1717년에 프로이센 의무 징병제를 시작했다.

### 1740년–1762년: 실레시아 전쟁

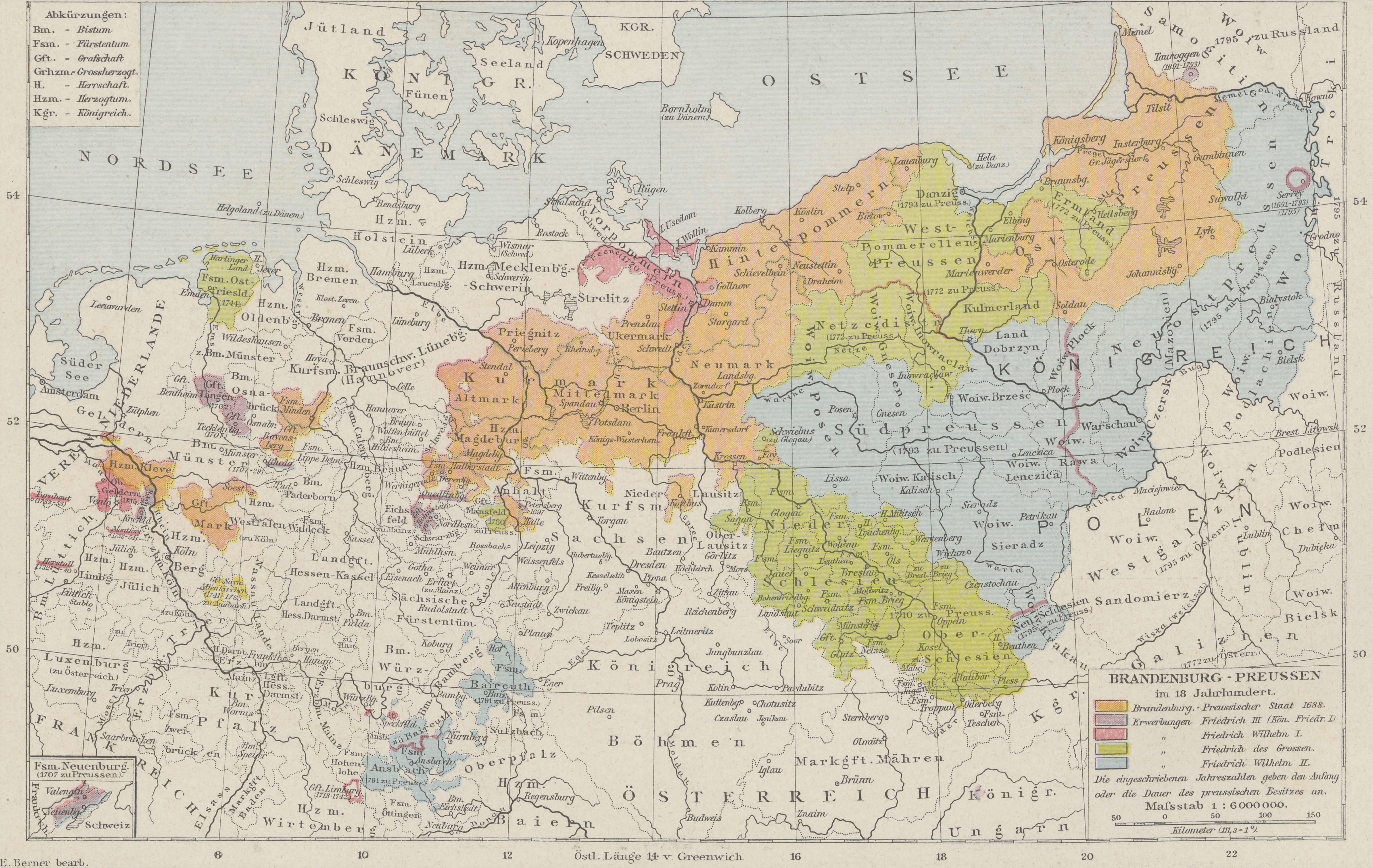
18세기 프로이센의 영토 획득

1740년, 프리드리히 2세 (프리드리히 대왕)가 왕위에 올랐다. 그는 1537년 조약(신성 로마 황제 페르디난트 1세에 의해 거부됨)을 구실로 삼아 피아스트 왕조의 단절 이후 실레시아의 일부가 브란덴부르크 변경백국으로 넘어와야 한다는 주장을 펼치며 실레시아를 침공하여 오스트리아 왕위 계승 전쟁을 시작했다. 실레시아를 신속하게 점령한 후, 프리드리히는 이 지방이 자신에게 넘겨지면 마리아 테레지아 여왕을 보호하겠다고 제안했다. 이 제안은 거부되었지만, 오스트리아는 생존을 위한 절박한 투쟁에서 다른 여러 적들과 맞서야 했고, 프리드리히는 결국 1742년 베를린 조약 (1742년)으로 정식 양도를 얻어냈다.
많은 사람들을 놀라게 하며, 오스트리아는 성공적으로 전쟁을 재개했다. 1744년 프리드리히는 보복을 막고 이번에는 보헤미아 왕국을 요구하기 위해 다시 침공했다. 그는 실패했지만, 프랑스가 오스트리아의 동맹국인 그레이트브리튼 왕국에 압력을 가하면서 일련의 조약과 타협이 이루어졌고, 1748년 엑스라샤펠 조약 (1748년)으로 평화가 회복되고 프로이센은 실레시아 대부분을 소유하게 되었다.

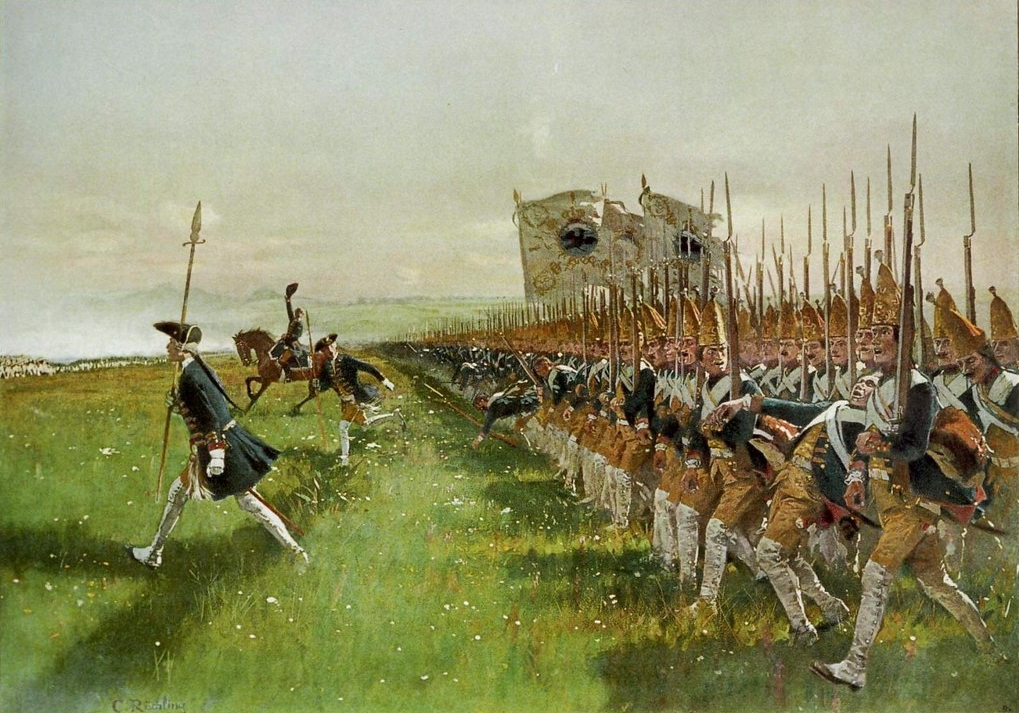
1745년 호헨프리트베르크 전투에서 프로이센 보병의 공격

실레시아 양도로 굴욕을 느낀 오스트리아는 프랑스 및 러시아와 동맹을 맺기 위해 노력했으며("외교 혁명"), 프로이센은 영국-프로이센 동맹을 형성하며 영국 진영으로 기울어졌다. 프리드리히가 1756년~1757년에 걸쳐 작센과 보헤미아를 선제적으로 침공하자, 그는 제3차 실레시아 전쟁을 시작하고 7년 전쟁을 개시했다.
이 전쟁은 프로이센군에게 절박한 투쟁이었고, 유럽의 대부분과 무승부를 기록할 수 있었다는 사실은 프리드리히의 군사적 기량을 증명한다. 오스트리아, 러시아, 프랑스, 스웨덴과 동시에 맞서 싸우면서 하노버 (그리고 비대륙 동맹국인 영국)만이 눈에 띄는 동맹이었음에도 불구하고, 프리드리히는 1760년 10월 러시아군이 베를린과 쾨니히스베르크를 잠시 점령할 때까지 심각한 침공을 막아냈다. 그러나 상황은 점차 암울해졌고, 1762년 옐리자베타 여제의 죽음(브란덴부르크가의 기적)으로 인해 상황이 반전되었다. 친프로이센 성향의 표트르 3세의 즉위로 동부 전선의 압박이 완화되었다. 스웨덴도 거의 동시에 전쟁에서 이탈했다.
부르케르스도르프 전투에서 오스트리아군을 격파하고 전쟁의 식민지 전역에서 영국군의 지속적인 성공에 의존하여, 프로이센은 마침내 대륙에서 원상복구를 강제할 수 있었다. 이 결과는 프로이센이 독일 국가들 내에서 중요한 역할을 함을 확인시켜 주었고, 강력한 프로이센군의 승리를 통해 국가를 유럽의 강대국으로 확립시켰다. 프로이센의 거의 패배와 왕국의 경제적 황폐화에 충격을 받은 프리드리히는 훨씬 더 평화로운 통치자로 여생을 보냈다.
18세기에 프로이센에 추가된 다른 영토는 동프리슬란트 백작령 (1744년), 바이로이트 공국 (1791년), 안스바흐 공국 (1791년)이었는데, 이들 중 후자 두 영토는 호엔촐레른 왕조의 분가로부터 구매를 통해 획득되었다.

### 1772년, 1793년, 1795년: 폴란드-리투아니아 분할

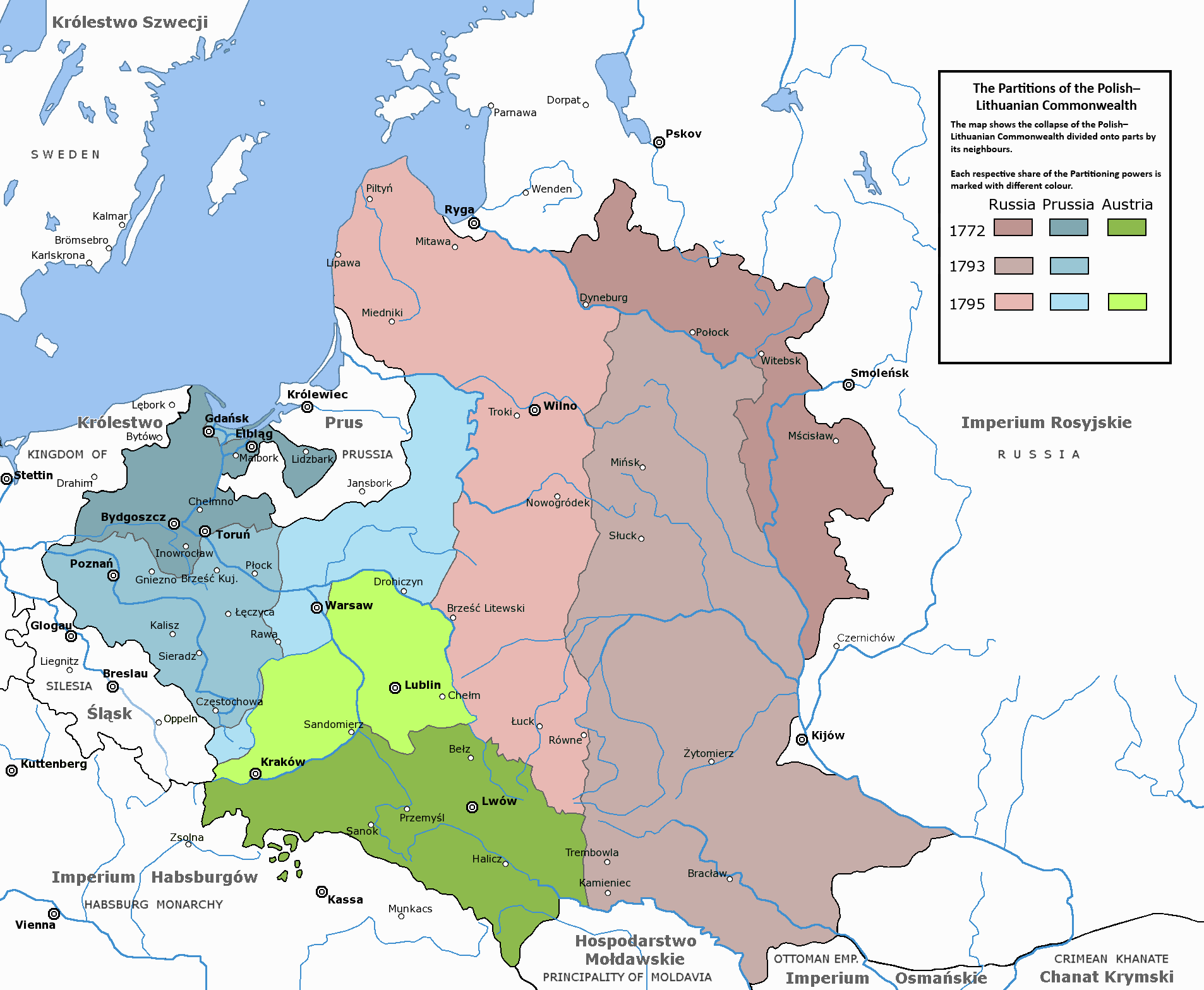
폴란드(폴란드-리투아니아)의 세 차례 분할. 러시아 분할 (빨강), 오스트리아 분할 (녹색), 프로이센 분할 (파랑).

프로이센의 동쪽과 남쪽에서는 폴란드-리투아니아가 18세기에 점차 약화되었다. 폴란드 문제에서 러시아의 영향력 증대와 러시아 제국의 가능한 확장에 경계심을 느낀 프리드리히는 1772년 러시아, 프로이센, 오스트리아 간의 폴란드 분할 중 첫 번째 분할을 시작하여 세력 균형을 유지하는 데 중요한 역할을 했다. 프로이센 왕국은 왕령 프로이센의 대부분 지역을 합병했는데, 여기에는 바르미아도 포함되어 프리드리히가 마침내 프로이센 국왕이라는 칭호를 사용할 수 있게 되었다. 합병된 왕령 프로이센 지역은 이듬해 서프로이센주로 재편되었고, 나머지 대부분은 원래 분리된 노테치구가 되었으며, 1775년에 서프로이센에 편입되었다. 서프로이센과 이전의 프로이센 공국(현재는 동프로이센주)으로 알려진 지역 간의 경계도 조정되어, 마리엔베르더는 서프로이센(그 주도)으로, 바르미아(하이델스베르크 지구와 Braunsberg 지구)는 동프로이센으로 편입되었다. 합병된 영토는 동프로이센을 포메라니아주와 연결하여 왕국의 동부 영토를 통합했다.
프리드리히가 1786년에 사망한 후, 그의 조카 프리드리히 빌헬름 2세는 분할을 계속하여 1793년 제2차 폴란드 분할에서 토룬과 단치히 (그단스크)를 포함한 폴란드 서부의 큰 부분을 얻었다. 이들 도시는 제1차 분할 이후에도 폴란드에 남아 있었으나, 이제 서프로이센에 편입되었고, 나머지 지역은 남프로이센주가 되었다.
1787년, 프로이센은 네덜란드를 침공하여 점점 더 반항적인 애국파에 맞서 오라녜파 총독 체제를 복원하려 했다. 애국파는 오라녜나사우가를 전복하고 민주공화국을 세우려 했다. 침공의 직접적인 원인은 프리드리히 빌헬름 2세의 여동생이자 오라녜 공 빌럼 5세의 아내인 프로이센의 빌헬미나가 헤이그로 가는 길에 애국파 무리에 의해 구이안페르벨레슬루이스에서 저지당한 사건이었다.
1795년, 폴란드-리투아니아는 존재하지 않게 되었고, 동프로이센의 남쪽과 동쪽에 있는 넓은 지역(바르샤바 포함)이 프로이센의 일부가 되었다. 새로운 영토의 대부분(그리고 비스와강 북쪽의 남프로이센 부분)은 신동프로이센주로 편입되었고, 남프로이센은 비스와강, 나레프강, 부크강 바로 남쪽 지역(바르샤바 포함)을 얻었다. 남프로이센의 남쪽 작은 지역은 신실레시아가 되었다. 폴란드-리투아니아 국가가 사라지자 프로이센은 동쪽 경계를 합스부르크 군주국 (서 갈리시아)과 러시아(러시아 분할)와 공유하게 되었다.
분할은 19세기 유럽에서 국민주의가 부상하기 직전에 일어났다는 사실에 의해 용이해졌고, 대부분의 유럽 민족, 특히 서민들 사이에서는 민족적 자의식이 아직 발달하지 않은 상태였다. 프로이센 왕국은 폴란드에서 독일 민족국가라기보다는 호엔촐레른가의 국적 중립적인 개인 소유로 인식되었고, 어떠한 불안감도 민족적 정체성 유지 권리보다는 종교 실천의 자유에 주로 관련되었다. 이어진 수십 년간의 독일화, 나중에 문화투쟁이 합세하면서 이러한 온화한 그림은 빠르게 바뀌었고 폴란드인들을 프로이센 국가로부터 소외시켰으며, 궁극적으로 그들의 민족적 자의식을 고취하고 프로이센 통치에 대한 민족적 저항을 불러일으켰다.

### 1801년–1815년: 나폴레옹 전쟁

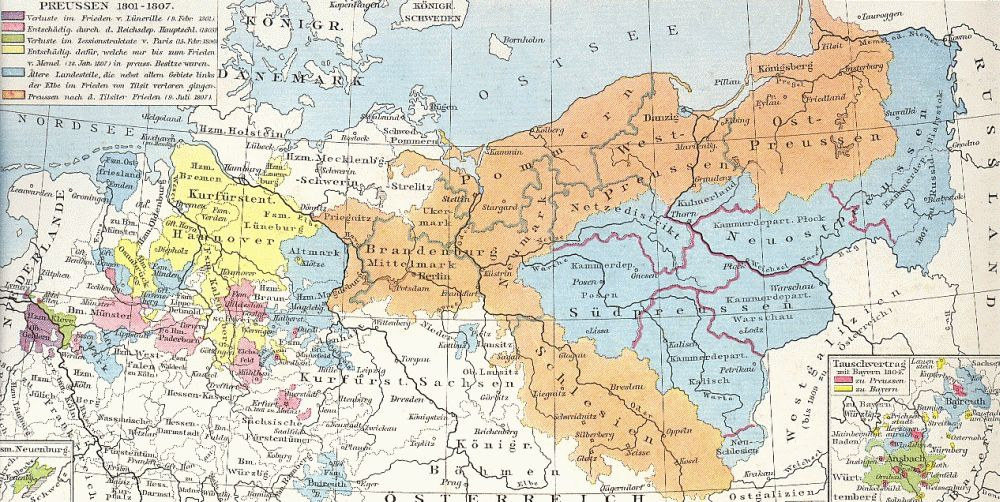
제4차 대프랑스 동맹 전쟁 이후 프로이센(주황색)과 잃은 영토(다른 색깔)

프랑스 혁명과 루이 16세의 처형 이후, 프로이센은 프랑스 제1공화국에 전쟁을 선포했다. 프로이센군이 프랑스를 침공하려 할 때 격퇴되었고, 1795년 바젤 조약으로 제1차 대프랑스 동맹이 종식되었다. 이 조약에서 프랑스 제1공화국과 프로이센은 후자가 마인강의 경계선 북쪽에 있는 모든 영토(영국의 대륙 영지인 브라운슈바이크뤼네부르크 선제후국 및 브레멘-페르덴 공국 포함)에서 신성 로마 제국의 중립을 보장하도록 규정했다. 이를 위해 하노버(브레멘-페르덴 포함)도 이러한 무장 중립 상태를 유지하는 이른바 경계군을 제공해야 했다.
프랑스에 대항하는 제2차 대프랑스 동맹 (1799년–1802년) 과정에서 나폴레옹은 프로이센에게 하노버를 점령할 것을 촉구했다. 1801년, 24,000명의 프로이센 병력이 침공하여 하노버를 기습했고, 하노버는 싸움 없이 항복했다. 1801년 4월, 프로이센군은 브레멘-페르덴의 수도인 슈타데에 도착하여 그해 10월까지 주둔했다. 그레이트브리튼 아일랜드 연합왕국은 처음에는 프로이센의 적대감을 무시했지만, 프로이센이 덴마크-노르웨이 및 러시아와 함께 친프랑스 제2차 무장 중립 동맹에 가입하자 영국은 프로이센 해상 선박을 나포하기 시작했다. 코펜하겐 해전 이후 동맹은 해체되었고 프로이센은 다시 군대를 철수했다.
나폴레옹의 사주로 프로이센은 1806년 초 영국령 하노버와 브레멘-페르덴을 탈환했다. 같은 해 8월 6일, 나폴레옹의 오스트리아에 대한 승리 결과로 신성 로마 제국이 해체되었다. 브란덴부르크 변경백국의 선제후 칭호는 무의미해졌고 폐지되었다. 그럼에도 불구하고 프리드리히 빌헬름 3세 국왕은 이제 호엔촐레른 영토 전체의 법적, 사실적 주권자가 되었다. 이 시기 이전까지 호엔촐레른 주권자는 개신교 교회의 최고 총독(summus episcopus)부터 왕, 선제후, 대공, 공작 등 그의 통치 하에 있는 다양한 지역과 왕국에 대한 많은 칭호와 왕관을 보유했다. 1806년 이후 그는 단순히 프로이센 국왕이자 summus episcopus였다.

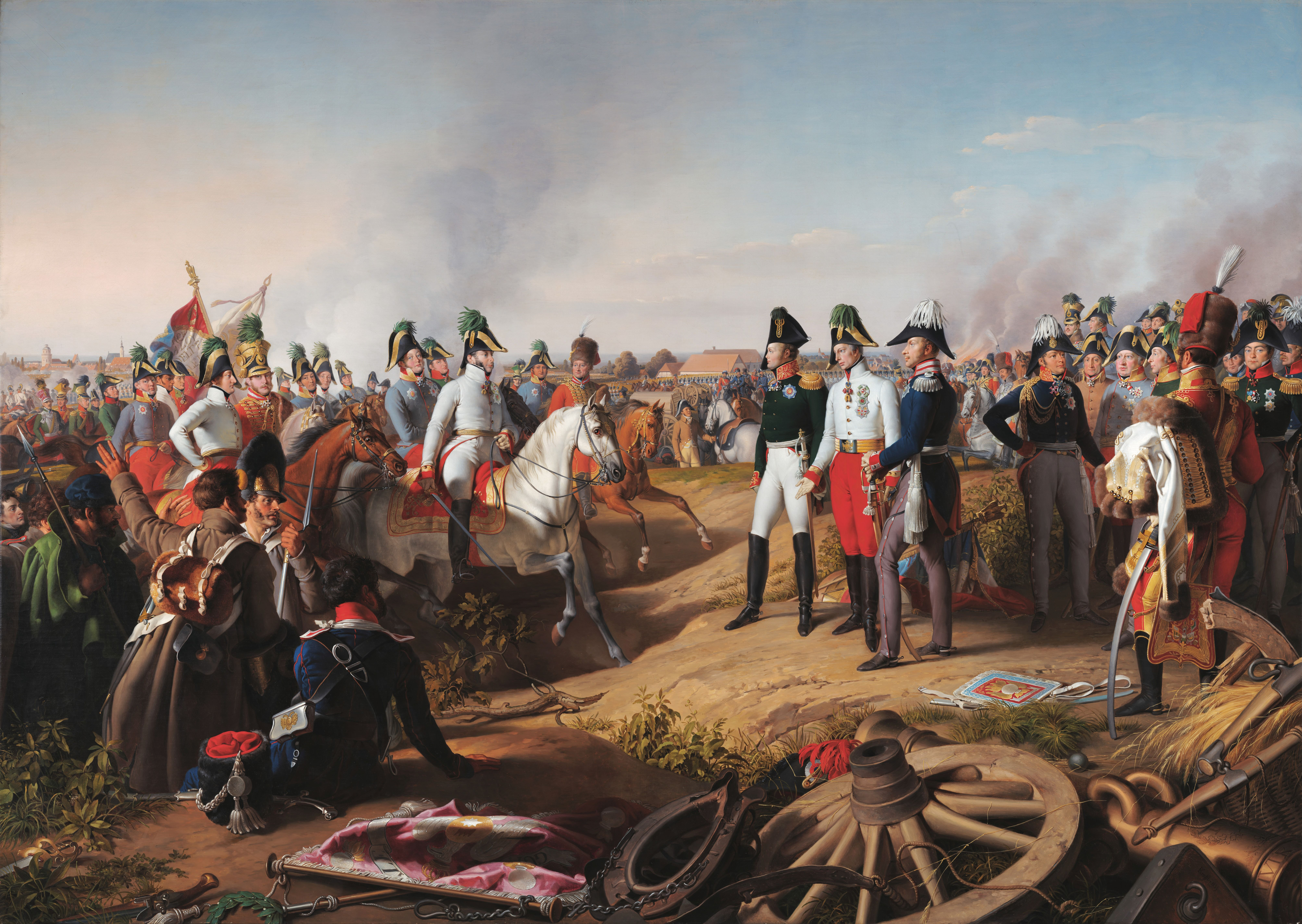
요한 페터 크라프트의 1839년작, 라이프치히 전투 승전 선포. 1813년 라이프치히 전투 후의 프리드리히 빌헬름 3세, 알렉산드르 1세, 프란츠 1세를 묘사한다.

프로이센은 이후 프랑스 제1제국에 맞섰지만, 1806년 10월 14일 예나-아우어슈테트 전투에서 패배했고 프리드리히 빌헬름 3세는 일시적으로 외딴 클라이페다로 도피해야 했다. 1807년 틸지트 조약 이후, 프로이센은 폴란드 제2차 및 제3차 분할로 얻은 영토(이후 바르샤바 공국에 편입됨)와 엘베강 서쪽의 모든 영토를 포함하여 영토의 약 절반을 잃었다. 프랑스는 브레멘-페르덴을 포함하여 프로이센이 점령했던 하노버를 탈환했다. 나머지 왕국은 프랑스군에게 점령되었고(프로이센 비용으로), 국왕은 프랑스와 동맹을 맺고 대륙봉쇄령에 가담해야 했다.
프로이센의 개혁은 1806년 프로이센의 패배와 틸지트 조약에 대한 반응이었다. 이는 프로이센 왕국의 헌법, 행정, 사회 및 경제 개혁의 일련을 설명한다. 이들은 주요 주도자인 카를 폰 슈타인과 카를 아우구스트 폰 하르덴베르크의 이름을 따서 때때로 슈타인-하르덴베르크 개혁으로 알려져 있다.
1812년 나폴레옹의 러시아 패배 이후, 프로이센은 동맹에서 탈퇴하고 프랑스 점령에 대항하는 "해방 전쟁"(Befreiungskriege) 중 제6차 대프랑스 동맹에 참여했다. 게프하르트 레베레히트 폰 블뤼허 원수 휘하의 프로이센군은 1815년 워털루 전투에서 나폴레옹에 대한 최종 승리에 결정적으로 기여했다.

### 1815년: 나폴레옹 이후

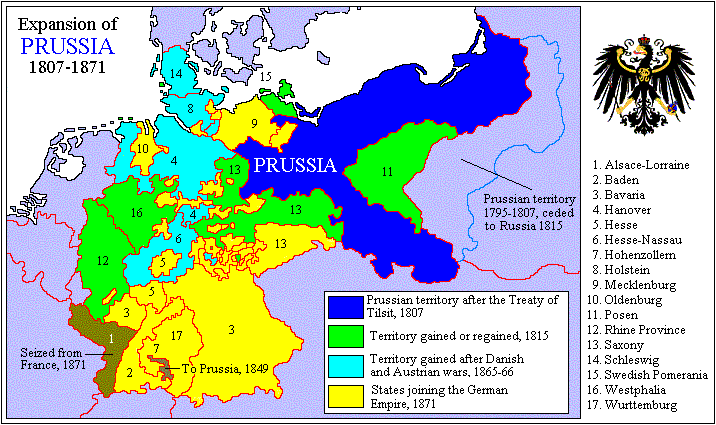
1807년~1871년 프로이센의 확장

프랑스 패배에 대한 프로이센의 대가는 빈 회의에서 이루어졌다. 프로이센은 1806년 이전 영토의 대부분을 되찾았다. 주목할 만한 예외는 폴란드 제2차 및 제3차 분할로 합병된 영토 중 일부로, 이는 러시아 통치 하의 폴란드 입헌왕국이 되었다(그러나 제2차 분할에서 획득한 단치히는 유지했다). 또한 남부의 일부 옛 도시들은 되찾지 못했다. 그러나 보상으로 작센 왕국의 40%와 베스트팔렌 및 라인란트의 대부분을 포함한 새로운 영토를 얻었다. 프로이센은 이제 동쪽의 니멘강에서 서쪽의 엘베강까지 끊이지 않고 뻗어 있었고, 엘베강 서쪽에는 단절된 영토들이 있었다. 이는 프로이센을 주로 독일어 사용 인구를 가진 유일한 강대국으로 만들었다.
이러한 영토 확대로 왕국은 10개의 주로 재편되었다. 동프로이센주, 서프로이센주, 자치적인 포젠 대공국을 제외한 왕국의 대부분 지역은 옛 폴란드 영토인 라우엔부르크와 뷔토프 영토 및 드라하임 지역을 포함하여 새로운 독일 연방의 일부가 되었다. 독일 연방은 해체된 신성 로마 제국을 대체하는 39개의 주권 국가(오스트리아와 보헤미아 포함)의 국가 연합이었다.
프리드리히 빌헬름 3세는 프로이센에 여러 행정 개혁을 실시했으며, 그 중 하나는 정부를 부처별로 재편하는 것으로, 이는 이후 100년간 프로이센의 행정 체제를 형성하는 데 중요한 역할을 했다.
종교적으로는, 개혁주의 칼뱅주의자였던 프리드리히 빌헬름 3세는 개신교 교회의 최고 총독으로서, 1817년에 루터교와 개혁교회를 통합하려는 오랜 염원(1798년에 시작됨)을 실현했다 (프로이센 연합교회 참조). 칼뱅주의 소수파는 동료 신앙인인 프리드리히 빌헬름 3세의 강력한 지지를 받았고, 부분적으로 주저하던 루터교 다수파는 연합교회인 개신교 프로이센 복음주의 교회를 형성했다. 그러나 이어진 논쟁으로 인해 1830년까지 루터교도들 사이에 연합파와 구루터파로 영구적인 종교 분열이 발생했다.
1848년 혁명의 결과로, 호엔촐레른지크마링겐과 호엔촐레른헤힝겐 공국(호엔촐레른 가문의 가톨릭 방계가 통치)은 1850년에 프로이센에 병합되었고, 이후 호엔촐레른주로 통합되었다.

### 1848년–1871년: 독일 통일 전쟁
빈 회의 이후 반세기 동안, 독일 연방 내에서는 단일 독일 민족 국가의 형성이라는 이상과 현재의 소규모 독일 국가 및 왕국들의 유지를 둘러싼 이상 갈등이 벌어졌다. 주요 논쟁은 프로이센과 오스트리아 제국 중 어느 쪽이 통일 독일의 주도적 구성원이 되어야 하는지에 집중되었다. 프로이센의 주도권을 옹호하는 이들은 오스트리아가 독일 전체의 이익을 위해 일하기에는 너무 많은 비독일적 이해관계를 가지고 있다고 주장했다. 그들은 프로이센이 압도적으로 가장 강력한 국가이며 독일어 사용자가 다수이므로 새로운 국가를 이끄는 데 가장 적합하다고 주장했다.
1834년 오스트리아를 제외한 독일 관세동맹의 설립은 회원국들에 대한 프로이센의 영향력을 증대시켰다. 1848년 혁명 이후, 1849년 프랑크푸르트 국민의회는 프리드리히 빌헬름 4세에게 통일 독일의 왕관을 제안했다. 프리드리히 빌헬름은 혁명 의회가 왕의 칭호를 부여할 수 없다는 이유로 이 제안을 거부했다. 그러나 그는 두 가지 다른 이유로도 거부했는데, 그렇게 하는 것은 오스트리아와 프로이센 간의 내부 권력 투쟁을 종식시키는 데 거의 도움이 되지 않을 것이며, 모든 프로이센 국왕들(빌헬름 1세를 포함하여)은 독일 제국의 형성이 독일 국가들 내에서 프로이센의 독립을 종식시킬 것을 두려워했다.
1848년, 덴마크가 슐레스비히 공국과 홀슈타인 공국에 대해 취한 조치로 인해 덴마크와 독일 연방 간에 제1차 슐레스비히 전쟁 (1848년~1851년)이 발생하여 덴마크의 승리로 끝났다.
프리드리히 빌헬름은 1848년 자신의 권한으로 프로이센의 첫 번째 헌법을 공포했으며, 1850년 헌법으로 수정했다. 이 문서들은 당시 기준으로 온건했지만 현재 기준으로 보수적이었으며, 양원제 의회인 프로이센 의회를 규정했다. 하원(나중에 프로이센 대의원으로 알려짐)은 25세 이상의 모든 남성이 프로이센 3계급 선거법을 사용하여 선출했다. 유권자는 납세액에 따라 세 계급으로 나뉘었고, 각 계급의 투표권은 가중치를 가졌다. 전형적인 선거에서 첫 번째 계급(가장 많은 세금을 낸 사람들)은 유권자의 4%를 차지했고 세 번째 계급(가장 적은 세금을 낸 사람들)은 82%를 차지했지만, 각 그룹은 동일한 수의 선거인을 선출했다. 이 시스템은 인구 중 부유한 남성들이 지배력을 갖도록 보장했다. 상원(나중에 프로이센 귀족원으로 개칭)은 국왕이 임명했다. 국왕은 완전한 행정 권한을 유지했으며, 장관들은 오직 국왕에게만 책임이 있었다. 결과적으로 토지 소유 계급인 융커들의 지배력은 특히 동부 지방에서 흔들리지 않았다. 그럼에도 불구하고 헌법은 배심원 제도의 도입과 종교, 언론, 출판의 자유를 포함하는 기본권 목록과 같은 여러 자유주의적 요소를 포함했다.
프리드리히 빌헬름은 1857년에 뇌졸중으로 쓰러졌고, 그의 남동생인 빌헬름 공이 섭정이 되었다. 빌헬름은 훨씬 더 온건한 정책을 추구했다. 1861년 프리드리히 빌헬름 4세가 사망하자 그는 빌헬름 1세로 프로이센 왕위에 올랐다. 그러나 왕위에 오른 지 얼마 지나지 않아 그는 군대 규모를 놓고 의회와 분쟁에 직면했다. 자유주의자들이 장악한 의회는 빌헬름의 연대 증설 요구에 반대하며 비용 지불을 위한 예산 승인을 보류했다. 교착 상태가 이어졌고, 빌헬름은 아들 프리드리히 왕세자에게 양위하는 것을 진지하게 고려했다. 결국 그는 당시 프랑스 주재 프로이센 대사였던 오토 폰 비스마르크를 임명하기로 결정했다. 비스마르크는 1862년 9월 23일에 취임했다.

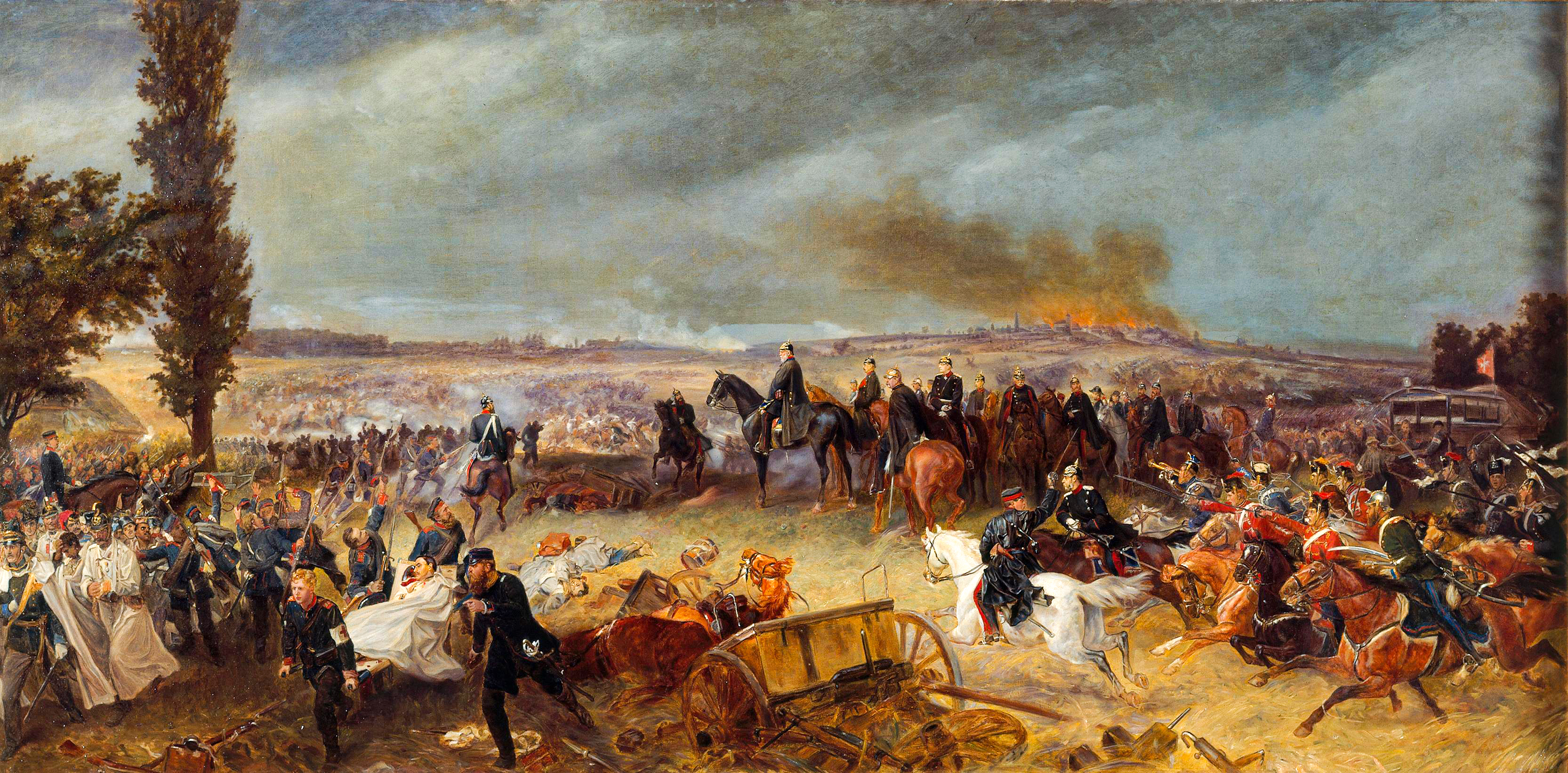
빌헬름 1세 국왕이 검은 말을 타고 수행원들과 함께 비스마르크, 몰트케 등이 쾨니히그레츠 전투를 지켜보고 있다.

비스마르크는 타협하지 않는 보수주의자라는 평판을 가지고 있었지만, 처음에는 예산 문제에 대한 타협을 모색하려 했다. 그러나 빌헬름은 이를 고려하지 않았다. 그는 국방 문제를 왕권의 개인적인 권한으로 보았다. 대결 정책을 강요받은 비스마르크는 새로운 이론을 내놓았다. 헌법에 따라 국왕과 의회는 예산에 합의할 책임이 있었다. 비스마르크는 합의에 도달하지 못했으므로 헌법에 "구멍"이 생겼고, 정부는 기능을 계속하기 위해 옛 예산에 따라 세금을 징수하고 자금을 지출해야 한다고 주장했다. 따라서 정부는 1862년부터 1866년까지 새로운 예산 없이 운영되었고, 비스마르크는 빌헬름의 군사 개혁을 시행할 수 있었다.
자유주의자들은 비스마르크가 왕국의 기본법을 무시한다고 비난하며 격렬히 반대했다. 그러나 비스마르크의 진정한 계획은 자유주의와의 타협이었다. 그는 경력 초기에 독일 통일에 반대했지만, 이제는 통일이 불가피하다고 믿게 되었다. 그의 생각에 보수 세력은 소외되지 않기 위해 통일 국가 건설의 주도권을 잡아야 했다. 그는 또한 중산층 자유주의자들이 사회에 대한 전통 세력의 지배력을 깨는 것보다 통일 독일을 더 원한다고 믿었다. 그리하여 그는 프로이센 주도 하에 통일 독일을 형성하기 위한 추진을 시작했고, 궁극적으로 이 목표를 달성한 세 차례의 전쟁을 통해 프로이센을 이끌었다.
이 전쟁 중 첫 번째는 제2차 슐레스비히 전쟁 (1864년)으로, 프로이센이 시작하여 성공했으며 오스트리아의 도움을 받았다. 덴마크는 완패했고 슐레스비히와 홀슈타인을 각각 프로이센과 오스트리아에 넘겨주었다.

프로이센-오스트리아 전쟁 (1866년) 이후:
----
프로이센
프로이센 동맹: 이탈리아 왕국 및 14개 독일 국가
오스트리아
오스트리아 동맹: 11개 독일 국가
중립 국가: 리히텐슈타인, 림뷔르흐 공국, 룩셈부르크, 로이스슐라이츠, 작센바이마르아이제나흐 대공국, 슈바르츠부르크루돌슈타트
프로이센 획득지: 하노버 왕국, 슐레스비히-홀슈타인, 헤센 후방 지역, 헤센-카셀, 나사우 및 프랑크푸르트

슐레스비히와 홀슈타인의 분할된 행정은 1866년의 프로이센-오스트리아 전쟁 (7주 전쟁이라고도 함)의 발단이 되었다. 이탈리아 왕국과 여러 북독일 국가들과 동맹을 맺은 프로이센은 오스트리아 제국에 선전포고했다. 오스트리아 주도의 연합군은 대패했고, 프로이센은 4개의 작은 동맹국인 하노버 왕국, 헤센 선제후국, 나사우 공국 및 프랑크푸르트 자유시를 합병했다. 프로이센은 또한 슐레스비히와 홀슈타인을 합병하고, 작센라우엔부르크를 프로이센과의 동군연합 (1876년 완전 통합)으로 강제함으로써 사실상 합병했다. 빌헬름 국왕은 처음에는 오스트리아 자체로부터 영토를 획득하고 작센을 합병하기를 원했지만, 비스마르크는 그를 설득하여 그 생각을 포기하도록 했다. 비스마르크는 오스트리아가 독일 문제에서 미래에 아무런 역할을 하지 않기를 원했지만, 오스트리아가 미래에 귀중한 동맹국이 될 수 있다고 예상했다. 이러한 영토 획득으로, 라인란트와 베스트팔렌의 프로이센 영토는 처음으로 왕국의 나머지 지역과 지리적으로 연결되었다. 작센라우엔부르크의 사실상 합병을 포함하면, 프로이센은 이제 독일 북부 3분의 2를 가로질러 끊임없이 뻗어 있었다. 이 크기는 1918년 군주제가 전복될 때까지 유지되었다.
비스마르크는 이 기회를 이용하여 의회와의 예산 분쟁을 종식시켰다. 그는 합법적인 예산 없이 통치한 것에 대해 소급 승인을 부여하는 면책 법안을 제안했다. 그는 예상대로 이 법안이 자유주의 반대자들 사이에 분열을 일으킬 것이라고 정확하게 짐작했다. 일부는 헌법 정부의 원칙에 타협할 수 없다고 주장했지만, 대부분의 자유주의자들은 미래에 더 많은 자유를 얻기를 바라며 이 법안을 지지하기로 결정했다.
독일 연방은 전쟁의 일환으로 해체되었다. 그 자리에 프로이센은 1866년에 마인강 북쪽의 21개 국가를 북독일 연방으로 형성하도록 설득했다. 프로이센은 (국가 형성의 요람인 동프로이센, 그리고 분할된 폴란드의 포젠주와 서프로이센주를 포함하여) 전체적으로 이 연방에 가입하여 이 새로운 실체에서 지배적인 국가가 되었다. 이 새로운 실체에서 프로이센은 영토와 인구의 5분의 4를 차지하여 연방의 다른 회원국들을 모두 합친 것보다 더 많았다. 거의 완전한 지배력은 비스마르크가 작성한 북독일 헌법에 의해 강화되었다. 행정권은 북독일 연방 대통령 (프로이센 통치자의 세습직)에게 부여되었다. 그는 대통령에게만 책임이 있는 총리의 도움을 받았다. 또한 양원제 의회가 있었다. 하원인 북독일 연방 제국의회는 보편적 남성 투표권으로 선출되었다. 상원인 연방평의회는 주 정부에 의해 임명되었다. 연방평의회는 실제로는 더 강력한 의회였다. 프로이센은 43표 중 17표를 가졌고, 다른 주들과의 동맹을 통해 쉽게 진행을 통제할 수 있었다. 모든 면에서 비스마르크는 새로운 집단을 지배했다. 그는 프로이센 총리 재임 기간 내내 거의 자신의 외무장관직을 겸했고, 그 자격으로 연방평의회에 파견된 프로이센 대표들에게 지시를 내릴 수 있었다.
남독일 국가들(오스트리아 제외)은틀:By whom 프로이센과 군사 동맹을 맺도록 강요받았고, 프로이센은 이들을 북독일 연방과 합병하기 위한 조치를 시작했다. 비스마르크가 계획한 소독일주의 독일 통일은 실현에 훨씬 더 가까워졌다.
최종 행위는 프로이센-프랑스 전쟁 (1870년–1871년)으로, 비스마르크는 프랑스의 나폴레옹 3세를 프로이센에 대한 전쟁을 선포하도록 유도했다. 프로이센-오스트리아 전쟁 이후 맺은 독일 동맹을 발동하여, 오스트리아를 제외한 독일 국가들은 힘을 합쳐 프랑스를 신속히 격파하고, 심지어 나폴레옹 3세를 포로로 잡는 데 성공했다 (1870년 9월 2일). 그 전에도 비스마르크는 프로이센의 주도 아래 독일을 통일하는 작업을 완료할 수 있었다. 프랑스와의 전쟁으로 고조된 애국심은 통일된 소독일주의 국가에 반대하던 나머지 세력들을 압도했고, 1871년 1월 18일 (초대 프로이센 국왕 프리드리히 1세의 대관식 170주년) 독일 제국이 선포되었다. 이는 파리 (프랑스)가 여전히 포위된 상태에서 베르사유궁의 거울의 방에서 이루어졌다. 빌헬름 국왕은 통일 독일의 초대 황제(Kaiser)가 되었다. 그러나 독일 황제와 프로이센 국왕의 칭호는 군주제가 끝날 때까지 같은 인물이 보유하게 되었다.

### 1871년–1918년: 전성기와 몰락
비스마르크의 새로운 제국은 대륙에서 가장 강력한 국가였다. 새로운 제국에 대한 프로이센의 지배력은 북독일 연방에서와 거의 절대적이었다. 이는 제국 영토의 3분의 2와 인구의 5분의 3을 포함했다. 제국 황제의 왕관은 호엔촐레른 가문의 세습직이었다. 프로이센은 또한 연방 상원에서 58표 중 17표 (1911년 이후 61표 중 17표)로 많은 다수를 차지했다. 다른 어떤 주도 6표 이상을 갖지 못했다. 이전과 마찬가지로, 프로이센은 보조 국가들의 동맹 지원을 통해 효과적으로 의사 진행을 통제할 수 있었다. 위에서 언급했듯이, 비스마르크는 그의 총리 재임 기간 내내 거의 외무장관을 겸했으며, 그 역할로 연방 상원에 파견된 프로이센 대표들에게 지시를 내렸다. 제국 육군은 본질적으로 확대된 프로이센 육군이었고, 새로운 제국의 대사관은 대부분 옛 프로이센 대사관이었다. 독일 제국 헌법은 본질적으로 북독일 연방 헌법의 수정된 버전이었다.
그러나 장래 문제의 씨앗은 제국과 프로이센 제도 간의 심각한 불균형에 있었다. 제국은 25세 이상의 모든 남성에게 투표권을 부여했지만, 프로이센은 프로이센 3계급 선거법을 유지하여 납세액에 따라 투표권의 가중치를 두었다. 제국 총리가 (1873년 1월~11월, 1892년~1894년의 두 기간을 제외하고) 프로이센 총리도 겸했기 때문에, 이는 제국이 존재하는 대부분의 기간 동안 국왕/황제와 총리/재상이 완전히 다른 선거 제도에 의해 선출된 의회에서 과반수를 확보해야 한다는 것을 의미했다.
제국이 탄생할 당시, 프로이센과 독일은 대략 3분의 2가 농촌 지역이었다. 20년 이내에 상황은 역전되었고, 도시 지역이 인구의 3분의 2를 차지하게 되었다. 그러나 왕국과 제국 모두에서 선거구는 도시의 성장하는 인구와 영향력을 반영하도록 재조정되지 않았다. 이는 1890년대 이후 농촌 지역이 심하게 과대 대표되었다는 것을 의미했다.
비스마르크는 유럽의 나머지 국가들이 자신의 강력한 새 제국에 대해 회의적이라는 것을 깨닫고, 베를린 회의와 같은 행동으로 평화를 유지하는 데 관심을 돌렸다. 새로운 독일 제국은 영국과의 이미 강력한 관계를 더욱 개선했다. 런던과 베를린 간의 유대는 1858년 프리드리히 빌헬름 왕세자가 프린세스 로열 빅토리아와 결혼하면서 이미 굳건해졌다.
빌헬름 1세는 1888년에 사망했고, 왕세자가 프리드리히 3세로 왕위에 올랐다. 이 새로운 황제는 확실한 친영파였으며, 프로이센과 제국을 영국 모델에 기반한 더 자유롭고 민주적인 입헌군주제로 전환할 계획이었다. 그러나 프리드리히는 이미 수술 불가능한 후두암에 걸려 있었고, 왕위에 오른 지 99일 만에 사망했다. 그의 뒤를 이어 29세의 아들 빌헬름 2세가 즉위했다. 어린 시절 빌헬름은 부모님의 자유주의적인 성향에 반항했으며, 비스마르크의 지도로 철저히 프로이센화되었다.
새로운 빌헬름 황제는 영국 왕실 및 러시아 왕실 (혈연으로 밀접하게 연결되어 있음에도 불구하고)과의 관계를 급속히 악화시키며, 그들의 경쟁자이자 궁극적으로 적이 되었다. 제1차 세계 대전 (1914년–1918년) 이전과 도중에 프로이센은 독일군에 상당한 수의 군인과 해군을 공급했으며, 프로이센 융커들은 상위 계급을 지배했다. 또한 동부 전선의 일부는 프로이센 영토에서 벌어졌다. 프로이센은 독일 전체와 마찬가지로 전쟁 중에 혁명가들과의 문제가 점증했다. 제1차 세계 대전은 1918년 11월 11일 휴전으로 종결되었다.
베를린 및 다른 중심지에서의 봉기는 독일 11월 혁명(독일어: Novemberrevolution)이라는 내전을 시작했다. 1918년 말, 프로이센 대의원은 독일 사회민주당 (SPD)의 통제를 받았으며, 이 정당은 마르크스주의를 옹호했다. 빌헬름은 황제 자리를 영원히 잃었다는 것을 알았지만, 여전히 프로이센 국왕의 자리는 유지하기를 바랐다. 그는 독일의 3분의 2를 통치하는 자로서 어떤 후계 정권에서도 중요한 인물로 남을 수 있다고 믿었다. 그러나 빌헬름은 제국 헌법상 이것이 불가능하다는 것을 알게 되었다. 그는 프로이센과의 동군연합으로 제국을 통치한다고 믿었지만, 제국 헌법은 황제 자리가 프로이센 국왕 자리와 묶여 있다고 규정했다. 어쨌든 그는 자신을 위해 싸울 수도 있었던 군대의 지지를 잃었다. 빌헬름의 프로이센 국왕과 독일 황제로서의 퇴위는 1918년 11월 9일에 발표되었고, 그는 다음 날 네덜란드로 망명했다. 무장 봉기, 대규모 파업, 베를린에서의 시가전이 벌어지자 프로이센 주 정부는 계엄령을 선포하고 제국 군사 지원을 요청했다. 발데마르 파프스트가 지휘하는 기병-엽병 사단은 베를린의 시위대를 진압했다. 3월 16일 전투가 끝날 무렵, 그들은 약 1,200명을 살해했는데, 그들 중 다수는 비무장 상태이거나 시위에 가담하지 않은 사람들이었다. 혁명 기간은 1918년 11월부터 1919년 8월에 수립되어 나중에 바이마르 공화국으로 알려진 공화국이 수립될 때까지 지속되었다.
프로이센은 바이마르 공화국에 프로이센 자유주로 편입되었고, 1920년 새로운 공화국 헌법을 획득하여 프로이센 자유주가 되었다. 이 주는 1947년에 폐지되었다.

## 역대 국왕
- 1대 : 1701년 1월 18일 ~ 1713년 2월 25일 프리드리히 1세 (1657년 7월 11일 ~ 1713년 2월 25일)
- 2대 : 1713년 2월 25일 ~ 1740년 5월 31일 프리드리히 빌헬름 1세 (1688년 8월 15일 ~ 1740년 5월 31일)
- 3대 : 1740년 5월 31일 ~ 1786년 8월 17일 프리드리히 대왕(1712년 1월 24일 ~ 1786년 8월 17일)
- 4대 : 1786년 8월 17일 ~ 1797년 11월 16일 프리드리히 빌헬름 2세 (1744년 9월 25일 ~ 1797년 11월 16일)
- 5대 : 1797년 11월 16일 ~ 1840년 6월 7일 프리드리히 빌헬름 3세 (1770년 8월 3일 ~ 1840년 6월 7일)
- 6대 : 1840년 6월 7일 ~ 1861년 1월 2일 프리드리히 빌헬름 4세 (1795년 8월 15일 ~ 1861년 1월 2일)
- 7대 : 1861년 1월 2일 ~ 1888년 3월 9일 빌헬름 1세 (1797년 3월 22일 ~ 1888년 3월 9일)
  - 1871년부터 1918년까지는 프로이센의 왕이 독일 제국의 황제를 겸함
- 8대 : 1888년 3월 9일 ~ 1888년 6월 15일 프리드리히 3세 (1831년 10월 18일 ~ 1888년 6월 15일)
- 9대 : 1888년 6월 15일 ~ 1918년 11월 9일 빌헬름 2세 (1859년 1월 27일 ~ 1941년 6월 4일)

### 프로이센 왕가 수장
- 1918년 11월 9일 ~ 1941년 6월 4일 빌헬름 2세 (1859년 1월 27일 ~ 1941년 6월 4일)
- 1941년 6월 4일 ~ 1951년 7월 20일 빌헬름 황태자 (1882년 5월 6일 ~ 1951년 7월 20일) - 빌헬름 2세의 장남.
- 1951년 7월 20일 ~ 1994년 9월 26일 루이스 페르디난트 폰 프로이센 (1907년 11월 9일 ~ 1994년 9월 26일) - 빌헬름 황태자의 차남.
- 1994년 9월 26일 ~ 현재 게오르크 프리드리히 폰 프로이센 (1976년 6월 10일 ~ ) - 루이스 페르디난트 폰 프로이센의 3남 루이 페르디난트 오스카의 장남.

## 같이 보기
- 독일 제국